# Joan Bassegoda

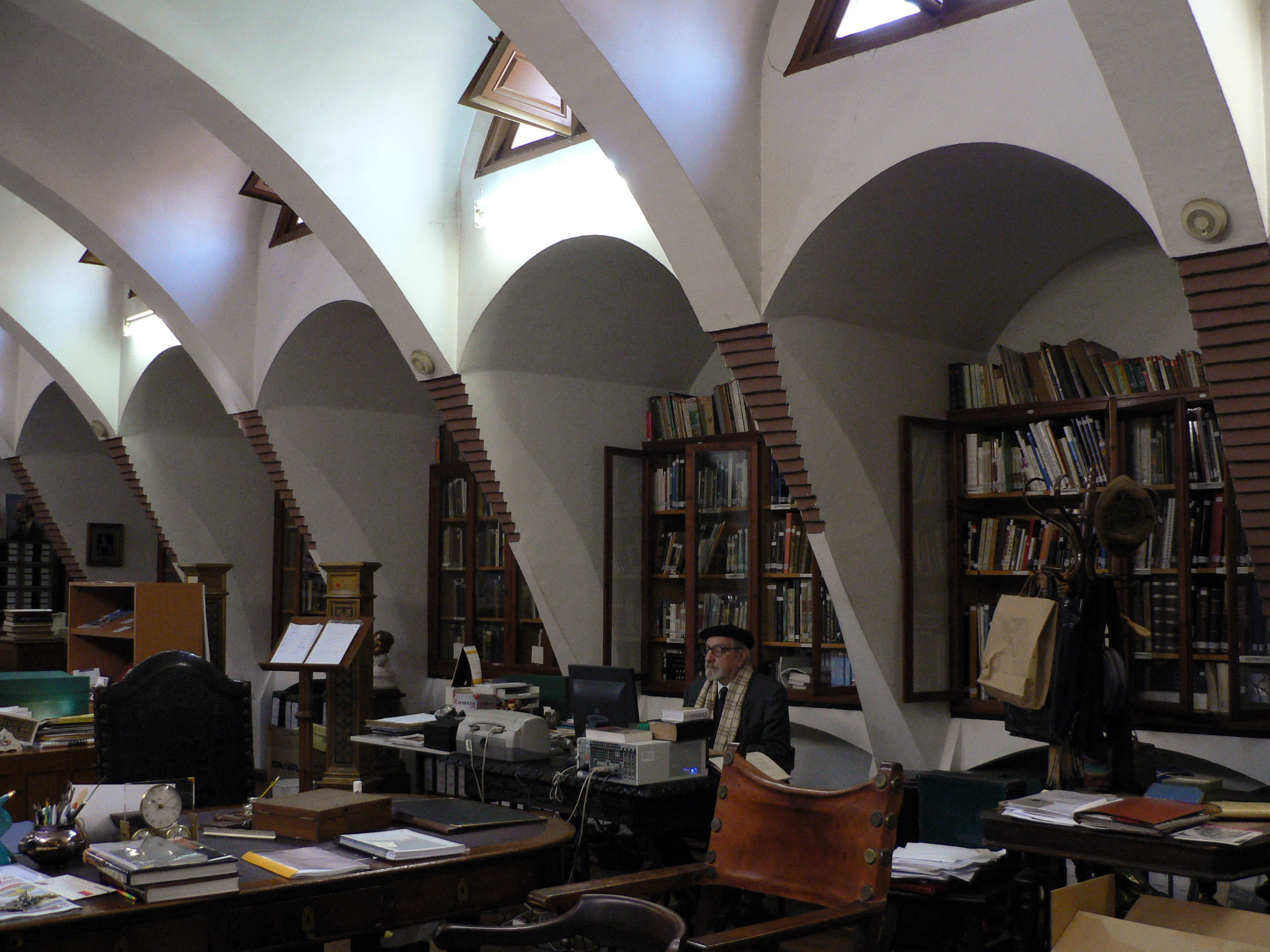
Joan Bassegoda no interior da Real Cátedra Gaudí, abril de 2006

Joan Bassegoda i Nonell (Barcelona, 9 de fevereiro de 1930 - Barcelona, 30 de julho de 2012) foi um arquiteto e historiador catalão, filho do também arquiteto Bonaventura Bassegoda i Musté.

## Biografia
Obteve o título de arquiteto em 1957 e o de doutor arquiteto em 1960. Em 1966, foi eleito presidente da Associació Amigos de Gaudí, uma entidade dedicada ao conhecimento e divulgação da obra do arquiteto catalão Antoni Gaudí, cargo que ocupou até à sua morte. Em 1968, por ocasião da sua nomeação como catedrático de História da Arquitetura, assumiu a direção da Real Cátedra Gaudí, cargo que ocupou até à sua aposentação em 2000. A partir desta data, foi conservador do museu, biblioteca e arquivo da cátedra, encargo que assumiu até o final de 2008. Foi, desde 1969, arquiteto diocesano da Catedral de Barcelona.
Joan Bassegoda foi ainda membro da Real Academia Catalã das Belas-Artes de São Jorge (da qual foi presidente entre 1990 e 1998), guarda-livros da Real Academia de Ciências de Barcelona (1977), Honorary Fellow do American Institute of Architects (1994) e correspondente da Hispanic Society of America (1994), da Real Sociedade Arqueológica Lusitana (Lisboa) e das academias de São Fernando (Madrid), de Santa Isabel (Sevilha), de São Telmo (Málaga) e de Nossa Senhora do Rosário (Corunha). Em 1997, foi galardoado com a Medalha ao Mérito nas Belas-Artes na Categoria de Ouro.
Como historiador e escritor, foi o autor de cerca de 30 livros e 1 600 artigos, entre os quais se destacam os seus estudos sobre a história da arquitetura catalã do século XIX e as obras dedicadas a Gaudí.